# Eugeniusz Raabe

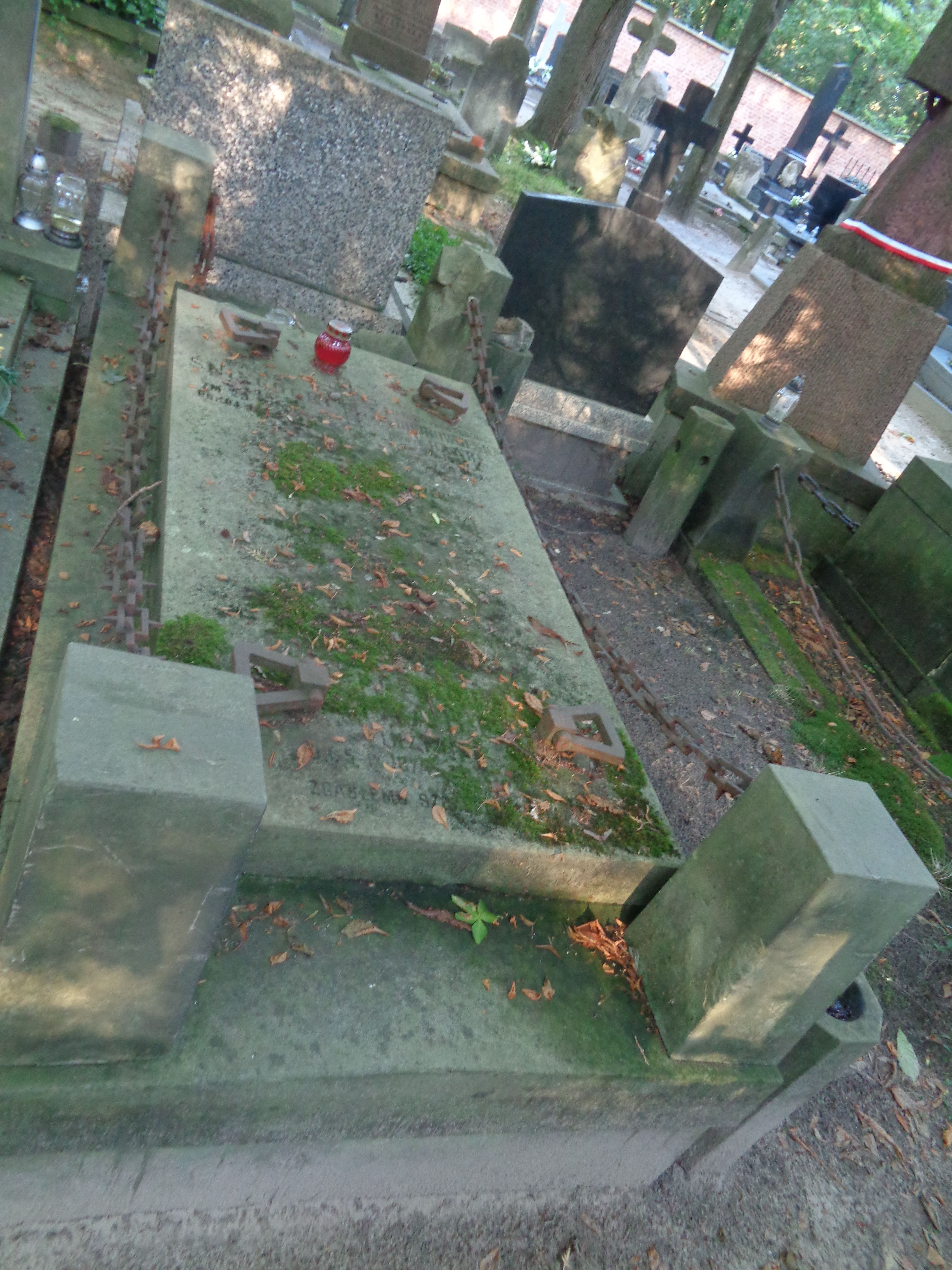
Nagrobek Eugeniusza Raabe na cmentarzu Powązkowskim w Warszawie

Eugeniusz Telesfor Raabe (ur. 5 września 1874 we Włocławku, zm. 2 października 1944 w Warszawie) – polski inżynier technolog, autor prac z dziedziny kolei linowych i dźwignic.

## Życiorys
Był synem Telesfora (naczelnika poczty) i Kazimiery z Bonin-Sławianowskich. Ukończył studia na wydziale mechanicznym Instytutu Technologicznego w Petersburgu z dyplomem inżyniera technologa (1904). Pracował w warsztatach Drogi Żelaznej Nadwiślańskiej w Warszawie, kolejno jako pomocnik majstra, monter i inżynier wydziału trakcji. Po 1918 pracował w Ministerstwie Komunikacji, dochodząc do stanowiska radcy w Wydziale Mechaniczno-Trakcyjnym Departamentu Mechanicznego i Zasobów.
Poza pracą w Ministerstwie Komunikacji prowadził zajęcia z kreśleń technicznych na Politechnice Warszawskiej jako asystent i starszy asystent w Katedrze Części Maszyn i Katedrze Urządzeń. Był autorem artykułów dotyczących kolei linowych (głównie na łamach „Inżyniera Kolejowego”), m.in. o tatrzańskiej kolei Kuźnice-Kasprowy Wierch. W ramach „Biblioteki Technicznej Ministerstwa Komunikacji” wydał pionierskie w Polsce książki Kolejki linowe (1936) i Dźwigi osobowe i towarowe (1939).
Był członkiem Stowarzyszenia Techników Polskich w Warszawie i Związku Polskich Inżynierów Kolejowych (członek Zarządu Głównego). W czasie okupacji niemieckiej przebywał w Warszawie, przeżył tam powstanie warszawskie; zmarł w Warszawie w dniu kapitulacji powstania. Został pochowany na cmentarzu Powązkowskim (kwatera 183-4-27).
Był dwukrotnie żonaty: z Heleną, o nieustalonym nazwisku rodowym, z którą rozwiódł się, następnie ze Stefanią ze Śniegockich, I voto Dobrowolską, (zm. 1956).